# Linton Kwesi Johnson
Linton Kwesi Johnson, "LKJ", född 24 augusti 1952 i Chapelton i Jamaica, är en brittisk poet och reggaeartist. Hans poesi är skriven på jamaicansk patois, och vid uppläsningar ofta ackompanjerad av dubmusik.
Johnson har ända sedan sitt genombrott med skivan Dread Beat An' Blood 1978 skrivit mycket politiska texter och ofta behandlat ämnen som polisbrutalitet, rasism och livet som afro-karibisk invandrare i Thatchers Storbritannien, med låtar som Man Free (For Darcus Howe) och Inglan Is A Bitch.
För sin poesi belönades Johnson med en medalj från Institute of Jamaica 2005.
Han är även en av endast två personer som fått sin poesi utgiven i det brittiska bokförlaget Penguins "Modern Classics"-serie medan de ännu levde.
Den reggae-genre som Linton Kwesi Johnson kanske är den främste representanten för är mikrofonpoesi. I motsats till toast-reggaen tillkommer poesin (texten) först och musiken senare, sedan poeten läst upp den ofta rytmiska poesin för musikproducenten och musikerna. 

## Diskografi
- Live in Paris with the Dennis Bovell Dub Band - Wrasse, 2004 (DVD).
- Live in Paris - Wrasse, 2004.
- Straight to Inglan's Head - Universal, 2003.
- LKJ in Dub: Volume 3 - LKJ Records, 2002.
- Independent Intavenshan  - Island Records, 1998 (samling).
- More Time - LKJ Records, 1999.
- LKJ A Cappella Live - LKJ Records, 1996.
- LKJ Presents - LKJ Records, 1996.
- LKJ in Dub: Volume 2 - LKJ Records, 1992.
- Tings An' Times - LKJ Records, 1991.
- Dub Poetry - Mango, 1985 (samling).
- LKJ Live in Concert with the Dub Band - LKJ Records, 1985.
- Reggae Greats - Mango, 1984.
- Making History - Island Records, 1983.
- LKJ in Dub - Island Records, 1980.
- The Best of Linton Kwesi Johnson - Epic, 1980 (samling).
- Bass Culture - Island Records, 1980.
- Forces of Victory - Island Records, 1979.
- Dread Beat An' Blood - Island Records, 1978.